# St. Georgen an der Traisen
St. Georgen an der Traisen (früher auch St. Georgen bei Wagram) ist ein kleiner Ort, eine Ortschaft mit 48 Einwohnern (1. Jänner 2025) und als St. Georgen bei Wagram eine Katastralgemeinde in der Stadtgemeinde Traismauer im Bezirk St. Pölten, Niederösterreich, der Ort liegt nördlich des Hauptortes.

## Geografie
Der Ort befindet sich am Rande der Donauau zwischen Traismauer und Wagram ob der Traisen.

## Geschichte
Besondere Bedeutung erlangte der Ort im zwölften Jahrhundert als hier das Augustiner-Chorherrenstift „St. Georgen an der Traisen“ durch Bischof Ulrich von Passau zum Dank für seine glückliche Heimkehr aus dem Kreuzzug gegründet wurde. Die erste urkundliche Erwähnung stammt aus dem Jahr 1112.
Durch ständiges Hochwasser und weil die Klostergebäude durch Unterwaschungen teilweise eingestürzt waren, überschrieb im Jahr 1244 Bischof Rudiger von Passau dem Stift die zehn Kilometer traisenaufwärts liegende Pfarre Herzogenburg zum Zweck der Übertragung des Stiftes an den genannten Pfarrort.
Der Bau des neuen Stiftes Herzogenburg dürfte etwa fünf Jahre gedauert haben, denn erst am 24. April 1249 bestätigt Papst Innocenz IV. die Besitzungen des neuen Stiftes und nimmt die übersiedelten Chorherren in päpstlichen Schutz.
Weitere Nachrichten über die Nutzung des ursprünglichen Stiftungsbaus gibt es kaum. Auch konnte bis heute kein archäologischer Nachweis über den genauen Standort und Ausmaß gefunden werden. Folgend sind nur einzelne Verkäufe von Teilen wie die dem „Stift dienstbare Mühle zu St. Georgen“ durch den Imbacher Müller Jakob im Jahr 1441 nachweisbar.
Diese alte, unter Propst Hartwig 1158 erbaute Stiftsmühle ist bis heute durchgehend genützt. Der Betrieb wird unter dem Namen „Gutschermühle“ geführt und ist mit etwa 80 Arbeitsplätzen der größte Arbeitgeber des Ortes.